# Sulcus olfactorius
De sulcus olfactorius is een hersengroeve in het mediale oppervlak van de frontale kwab van de grote hersenen. Deze groeve scheidt de meer mediaal gelegen gyrus rectus van de meer lateraal gelegen gyrus orbitalis medialis. Gewoonlijk ligt het achterste einde van de sulcus olfactorius meer lateraal dan het voorste einde. Over de sulcus olfactorius heen, ligt de tractus olfactorius.